# (36505) 2000 QQ64
2000 QQ64 (asteroide 36505) é um asteroide da cintura principal. Possui uma excentricidade de 0.12919620 e uma inclinação de 6.59917º.
Este asteroide foi descoberto no dia 28 de agosto de 2000 por LINEAR em Socorro.